# Myrmechis chalmersii
Myrmechis chalmersii är en orkidéart som först beskrevs av Rudolf Schlechter, och fick sitt nu gällande namn av André Schuiteman. Myrmechis chalmersii ingår i släktet Myrmechis och familjen orkidéer. Inga underarter finns listade i Catalogue of Life.